# Polynema rectum
Polynema rectum är en stekelart som beskrevs av Soyka 1956. Polynema rectum ingår i släktet Polynema och familjen dvärgsteklar. Inga underarter finns listade i Catalogue of Life.